# Vivinus

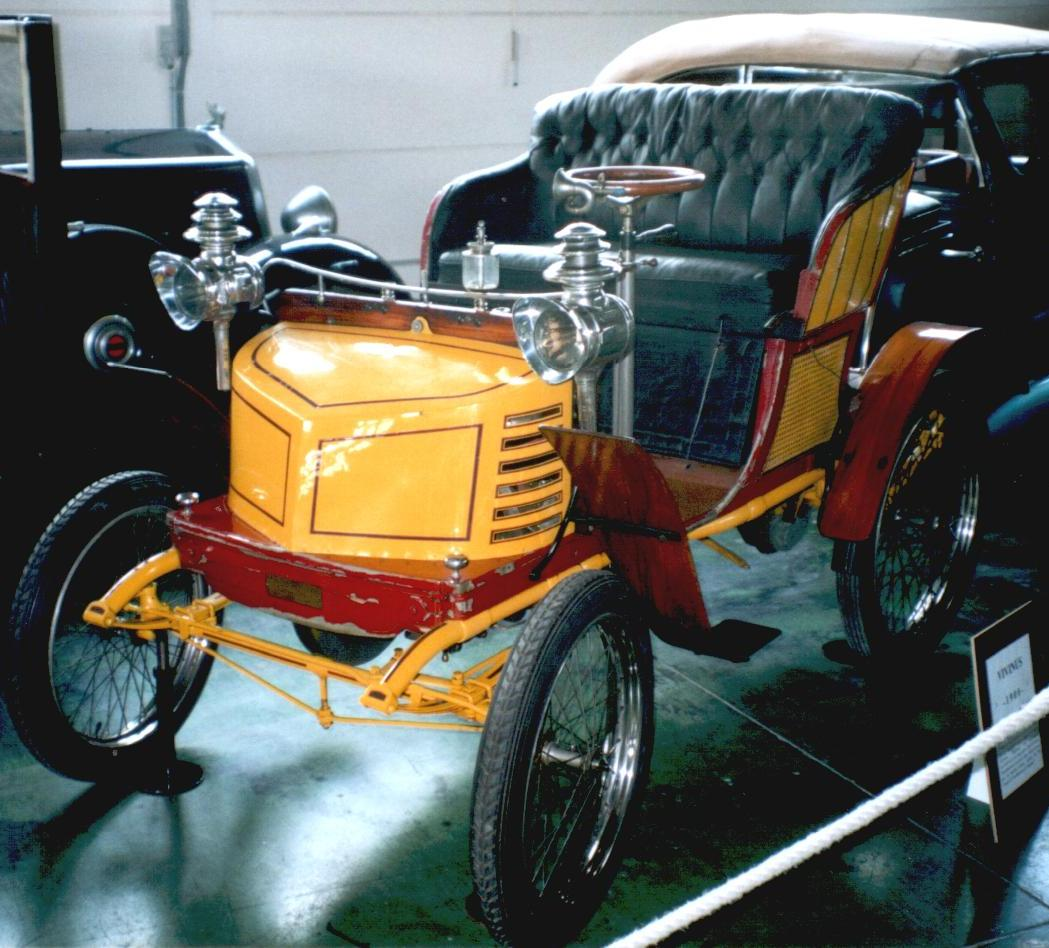
Vivinus 1900

Vivinus este o companie auto fondată în anul 1890 în Belgia de Alexis Vivinus (1860-1929), situat in Schaerbeek, Bruxelles.
Compania a încetat activitatea în 1912.
- CommonsWikimedia Commons conține materiale multimedia legate de Vivinus